# 1596
1596 (MDXCVI) je bilo prestopno leto, ki se je po gregorijanskem koledarju začelo na ponedeljek, po 10 dni počasnejšem julijanskem koledarju pa na četrtek.

## Dogodki
- Japonci sklenejo mir s Korejci

## Rojstva
- 31. marec - René Descartes, francoski filozof, matematik († 1650)

## Smrti
- 3. april - Kodža Sinan Paša, veliki vezir Osmanskega cesarstva, (* okoli 1506)
- 12. november - Ana Jagelo, kraljica Poljske in velika kneginja Litve (* 1523)

Neznan datum
- Jean Bodin, francoski pravnik, filozof (* 1530)